# Goran Jerković (dirigent)

## Životopis
Goran Jerković (Slavonski Brod, 29. prosinca 1968.) hrvatski dirigent, glazbeni pedagog i organizator. 
Osnivač, dirigent i umjetnički voditelj Komornog zbora "Ivan Filipović".
Od lipnja 2016. godine ravnatelj je Centra za kulturu i informacije Maksimir (CKIM) 
Diplomirao je na Muzičkoj akademiji u Zagrebu, a usavršavao se na Ljetnoj akademiji za zborsko dirigiranje u Wernigerodeu (Njemačka). Majstorski tečaj za zborsko dirigiranje završio je u sklopu Nacionalnog simpozija u Vancouveru (Kanada) u klasi Jona Washburna, dirigirajući pritom istaknutim profesionalnim zborom Vancouver Chamber Choir. Kao aktivni polaznik brojnih seminara usavršavao se kod svjetskih uglednika zborskog muziciranja (Peter Phillips, The King's Singers, Alastair Hume, Katalin Kiss, Klaus-Jürgen Etzold…). 
Dobitnik je međunarodne stipendije Musica Mundi Choral Academy. Kao dirigent Komornog zbora "Ivan Filipović" dobitnik je brojnih nagrada osvojenih u Hrvatskoj (Zagreb, Split), ali i na prestižnim međunarodnim zborskim natjecanjima i festivalima (Bremen, Budimpešta, Istanbul, New York, Rim, Verona, Xiamen). Predavač je i voditelj seminara za dirigente i zborovođe u Hrvatskoj. 
Vrlo intenzivno njeguje a cappella zborsku literaturu, posvećujući posebnu pažnju izboru programa te oblikovanju zvuka zbora. Predstavio se uspješnim nastupima oratorijskih djela, koja ranije nisu bila izvođena u Hrvatskoj: Dettingen Te Deum G. F. Händela uz Barrocade Israeli Baroque Collective na Varaždinskim baroknim večerima, te Membra Jesu nostri D. Buxtehudea. Uz brojne održane koncerte i natjecanja u Hrvatskoj i inozemstvu posebno se ističu i vrlo uspješne koncertne turneje u Izraelu i Tajvanu, te nekoliko zanimljivih i vrijednih tematskih koncerata (Duhovna a cappella glazba starih i suvremenih skladatelja; Zagrebački barokni festival – Hrvatska i talijanska a cappella glazba; Ciklus Cantabile – Hrvatska zborska glazba...).

## Vanjske poveznice
- http://kzif.hr/
- https://www.facebook.com/KZIvanFilipovic/
- https://www.youtube.com/user/ChoirFilipovic
- http://www.vecernji.hr/glazba/komorni-zbor-ivan-filipovic-pjeva-un-u-1011088
- http://www.vivaldimetalproject.com/goran-jerkovic-choir-conductor/  Arhivirana inačica izvorne stranice od 25. ožujka 2017. (Wayback Machine)